# 케로로 군조의 등장인물 목록
다음은 요시자키 미네의 만화 《케로로 군조》(개구리 중사 케로로)에 등장하는 인물과 우주인의 목록이다.

## 작품의 전체적 특징
성우를 모르는 캐릭터나 대사가 없는 캐릭터는 제외했다. 성우는 기동전사 건담 시리즈에서 등장한 캐릭터의 성우 담당자가 많다. 또 30분 TV 애니메이션으로서는 등장인물이 꽤 많다는 점이 특징이다.

## 케론인

### 케로로 소대
- 케로로 중사(ケロロ軍曹 / 성우 : 와타나베 쿠미코/김미정)

본 작품의 주인공이자, 케로로 소대의 대장이다.
- 기로로 하사(ギロロ伍長 / 성우 : 나카타 죠지/시영준)

지구 침략군의 선발 대원. 케로로 소대의 기동 보병.
- 타마마 이등병(タママ二等兵 / 성우 : 코자쿠라 에츠코/류점희)

지구 침략군의 선발 신인 대원. 케로로 소대의 돌격병이다.
- 쿠루루 상사(クルル曹長 / 성우 : 코야스 타케히토/김장)

지구 침략군의 선발 대원. 케로로 소대의 작전 통신 참모.
- 도로로 병장(ドロロ兵長 / 성우 : 쿠사오 타케시/강수진)

지구 침략군의 선발 대원. 케로로 소대의 암살병이자 특수활동병. 지구에 오기 전 이름은 제로로.
- 꼬마 케로로 또는 치비케로 (성우 : 와타나베 쿠미코, 양정화)

케로로 중사의 어릴적. 통칭 '꼬마 케로'. 아직 케론군 소속이 아니기 때문에 계급 없다. 매우 대충대충적인 성격.
- 꼬마 기로로 또는 치비기로 (성우 : 히라마츠 아키코, 사이토 치와(64화만), 정유미)

기로로 하사의 어릴적. 통칭 '꼬마 기로'. 아직 케론군 소속이 아니기 때문에 계급은 없다. 매사에 대충대충식의 케로로를 제대로 제어한다.
- 꼬마 도로로 또는 치비제로 (꼬마 제로로 / 성우 : 쿠사오 타케시, 강수진)

도로로 병장의 어릴적. 통칭 '꼬마 도로'. 아직 케론군 소속이 아니기 때문에 계급은 없다. 툭하면 케로로의 악행에 시달린다.
- 꼬마 쿠루루 또는 치비쿠루 (성우 : 코야스 타케히토, 김장)

쿠루루 상사의 어릴적. 통칭 '꼬마 쿠루'. 몸 색은 노란색이 아닌 청색이었다. 아직 케론군 소속이 아니기 때문에 계급은 없다.

### 키루루 관련
- 키루루 (성우 : 오기야 하기)

2인 1역
- 키루루. (dot) (성우 : 후지타 요시노리, 김영찬)
- 키루루 (남태평양) (성우 : 후지타 요시노리, 김영찬)
- 개요

키루루는 케론인이 아니고 고대 병기이다. 총 3대가 존재하고 각각의 키루루는 봉인용 시스템이 있으며, 1호는 불안감 조성을 하고, 2호는 파괴하고, 3호는 완전한 지배형이다. 1호기는 미라라, 2호기 미로로, 3호기는 미루루다.

### 케로로 소대 대원의 가족
- 케로로의 아버지 (성우 : 오가타 켄이치/김기흥)

우주 최고 군인으로, 귀신잡는 중사로 알려져 있으며 머리끝까지 화가나면 손가락 하나로도 지구를 산산조각 낼수도있는 무서운 중사이다. 쿠마모토 사투리를 사용하며, 체색은 초록색이지만 케로로보다는 어둡다. 실력도 좋아 여러 차례 행성을 침략하고 케론군의 승리로 이끈 장본인이기도 하다. '요카요카'라는 말버릇이 있는데, 이 말을 듣기만 해도 바이퍼마저 무릎을 꿇는다. 케로로는 아버지로부터 군인으로써의 삶, 자랑, 마음 가짐 외에도 군인 특별 할인 유효 활용법, 군인 댄스, 군인 패션과 군대 다이어트 등을 배웠다고 한다. 케로로 소대원마저, 케로로의 아버님이 오시면 가장 긴장을 한다.
- '케로로의 아버지'의 전설
  - 3주간의 전쟁 끝에 적의 우주전함을 5척 격침함
  - 제3차 무울 전쟁에서 적의 3개의 중대를 전멸 시킴
  - 제4차 무울 전쟁에서 적의 사령관을 포박

그 밖의 여러가지가 있지만, 아직 밝혀진 바는 없다.
- 케로로의 어머니 (성우 : 임은정)

애니 260화에 본격등장 케로로 아빠와는 달리 무서운면이라고는 전혀없고 상냥하고 화도 잘 안낸다. 피부색은 케로로와 같고 아줌마 파마를 하고 있으며 늘상 앞치마를 두르고 있다
- 기로로/가루루의 아버지 (성우 : 나카타 죠지)

기로로와 가루루의 아버지로 원작에서는 실루엣으로 등장하지 않았지만, 애니메이션 143화 A 파트에서 잠깐 등장한 바가 있다. 눈은 기로로와 가루루의 눈과 비슷하고, 입 주위로는 진한 턱수염을 기르고 있다. 피부색은 기로로와 같다. 케로로의 아버지와는 같이 술도 마시고 온천욕도 하는 등 매우 친한 사이다. 그러나 기로로는 이것을 불편하게 여긴다 과거 케론 군의 귀신 잡는 하사로 유명했던 인물로 케로로의 아버지와는 군대 시절부터 같은 소대원으로 친하게 지냈다.
- 도로로의 어머니 (성우 : 와타나베 쿠미코, 정유미)

도로로의 어머니이지만, 그가 '도로로'로 개명한것을 모른다. 어릴때의 도로로와 마찬가지로 마스크를 착용하고 있다. 원작에서는 잠깐 잠깐 나오는 인물이지만, 애니메이션에서는 주요 인물로 출연하고 한다. 케로로 소대의 최강인 도로로 만큼, 도로로의 어머니도 꽤 강하다. '고맙다, 고맙다'가 말버릇이다. 프라이팬으로 폭주하는 무인 자판기를 쓰러뜨렸다.
- 도로로의 아버지

도로로의 남동생하고 같이 등장하고 있지는 않고, 애니메이션에서는 제로로에게 '친구 사이의 돈이 오가는 것은 옳지 못하다'라고 교육을 한 적도 있다.
- 도로로의 남동생

케로로가 어릴 적에 제로로 집에 있던 고급 오르골을 부수었을때, 범인을 몰랐던 제로로가 의심했던 인물로 지금은 그것이 트라우마가 되었다. (후에 니시자와 가에서 사줌) 일본판 325화에서 등장 모습도 모르고 본명도 불명하지만 몸색은 가루루보단 옅고 푸루루보단 짙은 보라색이다. 그 존재만은 확실하다.

### 슈라라 군단
- 슈라라 (성우 : 와카모토 노리오/최재익)

애니메이션 159화 B파트에 등장하여 모습은 얼굴의 좌우, 몸의 좌우 색이 다르고 또 몸의 오른쪽은 보라색 왼쪽은 녹색이며, 유년체의 상징인 꼬리가 아직 나있다. '전설의 어쌔신'이라는 이름으로 알려진 남자로, 당시 제로로와 임무 수행을 한 적도 있지만, 도로로는 완전히 잊은 듯 싶다. 일인칭은 '나'. 플래닛 이터(행성 포식자)케로멧을 착용하고 있다. 이 케로멧은 엄청나고 무한한 파워가 숨겨져 있는데 봉제 인형에게 생명을 불어 넣어 누이이를 탄생시키고 탈퇴 하겠다는 부하 5명을 점토 인형으로 바꿔 슈라라의 개인 메카 그레이트 슈라라를 만들정도로 강하다. 애니메이션 203화에서 케로멧이 슈라라의 분노와 싱크로해 폭주를 시작하고 케로로 소대의 활약으로 케로멧 안에 갇혀 있다가 구출된다 이때 정체가 밝혀진다. 그리고 말투는 보통 슈라라--- 또는 케~~로로중사.식으로 질질 끄는 말버릇이 있다. 목소리는 완전 동네 아저씨다
- 시라라 (성우 : ? / 김현심)

슈라라의 본모습 상당히 귀엽고 아직까지 짝사랑 푸루루를 잊지 못하는 귀여운 모습을 보여준다.
- 푸타타 (성우 : 토네 켄타로/박성태)

애니메이션 159화 B파트에서 실루엣으로 등장하여 161화에서도 등장했다. 체색은 왼손의 끝과 오른손의 팔꿈치 근처와 왼발의 밑부분이 황녹색으로 오른쪽 다리의 앞쪽과 좌측 목의 주위가 오렌지 색이고, 그 외의 부분에도 여러 색이 있다. 이마와 배 중앙에는 푸른 장도칼 마크가 있다. 오른손에 붓을 가지고 있어, 이것으로 그림을 그리고 손가락을 튕기면 뭐든지 실체화 된다. 이 붓은 요로로를 이용해 만든것이며 잉크의 원료는 케론인들의 수분이다. 후에 케로로한테 잡힌다.
- 메케케 (성우 : 쵸 (본명 : 나가시마 시게루/최지훈)

역시 애니메이션 159화 B파트에서 실루엣으로 등장하며, 161화에서도 등장했다. 푸타타와 계획을 세워 케로로 소대를 협박한 케론인. 체색은 갈색이고, 항상 거꾸로 서있는 상태이다. 이마와배 중앙에는 굵은 십자가가 있다. 머리쪽엔 인형조종도구가 있다. 팔은4개인데 위쪽 팔에는 갈고리 손톱이 달려있고 아래쪽 팔엔 송곳과 톱날이 달려있다. 몸 군데 군데 나무의 나이테 같은 것이보인다. 이 외관은 나무로 만든 꼭두각시 인형으로 실제 인물은 이 인형 위에 케론인들도 인식불가의 강력 안티베리어로 숨어있으며, 그것에 의해 꼭두각시가 조종되고 있다. 실제 본체의 체색은 초록색이며 눈과 팔,입부분을 빼곤 검은색 배일에 가려져 있다 눈은 보는자의 시점으로 오른쪽은 정상적눈,왼쪽은 직사각형의 꼭짓점에서 출발하는 X자가 그려져있다 인형도 보는자의 시점서 오른쪽은 눈은 본체와같고 왼쪽은 회색원에 세로로 지나는 진한 회색띠가 있고 그위로 가로로 지나는 노란색띠가있다.
- 기루루 (성우 : 야스이 쿠니히코/김영찬)

169화 B 파트에서 등장하여, 전신이 청록색 액체이지만, 외관은 흐트러지지 않는다. 본인을 지칭할때에는 '나', '나 님(俺様)'이라고 하며, 공명은 '기루기루기루‥'. 도쿠쿠의 말을 유일하게 알아들을 수 있는 자로 도쿠쿠의 친형이다.
- 도쿠쿠 (성우 : 쿠사오 타케시/최승훈)

애니메이션 159화 B파트에서 실루엣으로 등장. 본격적 등장은 177화 A파트에서의 등장으로 체색은 백색. 처음에는 유령일것 같기도 하다라는 생각도 들지만, 실험 부대에서 육체 개조를 해서 몸이 가스형태가 된 것으로 '가스케론인 제1호'였다. 기루루하고는 형제다. 본모습으로는 '도쿠도쿠…'밖에 말할 수 없기 때문에 기루루를 제외한 다른 존재들에게 무언가를 알릴 때 빙의를 사용한다(들어가는 방법이 비상식적).
- 로보보（성우: 소노베 케이이치/최승훈)

온몸이 100% 기계인 녀석이다. 케론스타를 뺏기 위해 온 녀석이며 손은 말굽자석이고, 발은 막대자석이다. 주무기는 기계화 광선(말 그대로 생물을 기계로 만드는 것)이다 하지만 도로로,설화,조루루 같이 민첩하고 순간 순간 판단력이 뛰어난 자들은 피하면 그만이다. 당한 사람들이 본래대로 돌아오려면 로보보가 해제하든지 아니면 광선을 피한자들이 로보보를 격퇴해야 한다. 동생도 있으며 동생은 손에 드릴이 붙어있고 케로로 소대 전용 로봇 마크1의 합체버전 그레이트 케론,케로로 소대 전용 로봇 마크2의 합체버전 갓 케론의 덩치에 맞먹는 크기다.
- 카게게（성우: 후루카와 토시오/이호산）

애니메이션 202화에서 등장. 도로로와 마찬가지로 어새신이다. 애니메이션 189화에 등장한 지라라 대위와는 그림자 술법으로 경쟁한 사이었다고 한다. '어새신 슈퍼 매직-그림자 분신'을 사용할 수 있다.
- 누이이（성우：마미야 쿠루미/안영미）

애니메이션 188화에서 등장. 원래는 케론성에 버려져 있던 인형이었으나 슈라라가 생명을 주어 활동하게 된다. 평소에는 상냥한 인형이지만 교로로의 명령을 받으면 임무를 수행한다. 임무를 수행하다가 결국에는 자신에게 따뜻하게 대한 나츠미를 위해 교로로를 따르지 않게 된다. 그 후 자기별로 떠난다.
- 교로로（성우：히라타 히로미/김보영）

애니메이션 161화에서 눈이 돌아가는 모습으로 나타났다. 애니메이션 159화에서도 잠깐 등장했다. 본격적인 등장은 애니메이션 188화이다. 188화 후반부에 누이이가 교로로를 막고있었다가 쿠루루의 총에 맞고 비누방울에 잡힌다. 고유 마크자리와 모자,꼬리쪽에도 눈이 달렸다. 그 눈들은 누군가를 조종키 위한 목적으로 사용된다 케론스타를 훔칠 목적으로 누이이를 조종해 케로로 소대를 비롯한 여러 인물들을 위기로 몰아넣은 장본인. 누이이의 배신으로 케로로에 의해 당하게 된다.
- 유키키 (더빙판 : 눈와와) (성우 : 마루야마 에이지/최승훈)

애니메이션 202화에서 등장. 다이세츠산의 산바람 유키키(에베레스트산바람의눈와와)라는 별명을가지고있다. 눈보라를 소환해 상대를 얼릴수있다 눈으로 몸이 이루어서인지 쿠루루의 활약으로 인해 녹았지만 실제로는 살아있다. 케론스타를 뺏는다고는 하지만 실제 임무는 케로로가 슈라라의 연하장을 보고 슈라라의 저택으로 하여금 오게 하는 것이다. 취향은 완전 늙은이 수준. 성격은 의외로 다혈질이다. 1인칭은 '와시'이다. (와시 = わし 늙은이가 자신을 가리키는 말) 약간 엉뚱한면이 귀엽기도 하다.

### 그 외의 케론인
- 지라라 (성우 :야다 코지/김영찬)

도로로와 조루루의 어쌔신 스승. 강력한 케론인으로 그림자 기술이 주력기이다. 생김새는 상당히 괴이 하다.눈이 비정상적인데 눈이 3개나 되며 지름 3cm의 빨간원이 눈이다. 팔은모두기계팔로 오른손의 갈고리 손톱도 비정상적이다.검지의 갈고리 손톱이 가장 길고 다음이 소지다 나머진 모두 정상적이다.왼팔의 갈고리 손톱은 모두 정상이고 손등에 칼이 달려있다 조루루와 달리 곧게 뻗어있다. 케론군 은밀 특수 임무반 X-1의 전 대장이었다. 이부대는 어쌔신 훈련생들이 들어가길 꺼려 하는데 훈련법이 잔인하기 때문이다. 인간의 감정을 없앤 답시고 동료들끼리 허구한 날 칼싸움을 해 동족상잔이라는 이름이 붙었다
- 사용기술

- 어쌔신 슈퍼 매직 그림자 실 눈에서 빨간색의 레이저가 나와 적에게 다가간다 적에게 근접하면 그물모양으로 갈라져 적을 포획한다.
- 어쌔신 슈퍼 매직 그림자 차원전송 그림자 실로 포휙한 적을 타차원의 공간으로 강제전송 시킨다. 되돌리려면 지라라가 불러오거나 지라라를 격퇴하면 된다.
- 어쌔신 슈퍼 매직 그림자 인형 3개의 눈에서 그림자 실이 뻗어나와 하나는 조종 대상의 머리에, 또하나는 가슴에, 마지막 하나는 그림자에 꽃히고 이때 지라라가 그림자 안으로 워프해 들어가 조종한다 격퇴 하려면 조종당하는 대상의 그림자를 칼로 찌르면 된다.

- 카라라 (성우 : 노다 쥰코/정유미)

도바바 인덕스트리 사장인 도바바의 친딸 즉 나라처럼 갑부집의 딸인셈 철없이 신랑감 찾기에만 몰두한 바람둥이 그녀의 바람기에 케로로 소대원 전체가(특히 케로로,타마마,기로로,도로로,쿠루루)고생한걸 생각하면 귀엽게만 보이지 않겠지만 깜찍한 얼굴엔 모든 게 용서가 된다 도로로를 사모 했을시 닌자 수련을 하고 오는데 그 때문인지 신체 능력이 도로로와 맞먹는 황당함을 보여주기도 한다.현재 케로로를 신랑삼겠다고 설치고 있으며 그 때문에 중사님 러브의 타마마에게 미움을 받는다.
- 도바바 (성우 : 시바타 히데카츠)

카라라의 아버지이자, 케론성의 대 기업 '도바바 인덕스트리' 사장. 상당한 대부호이며, 카라라를 찾기 위해서라면 지구 하나쯤은 부술 수 있다고 말하기도 했다. 현재는 애니메이션에서만 등장한다.
- 치로로 (성우 : 쿠와타니 나츠코, 이현진)

원작과 애니메이션은 설정이 다르다. 다만 모습은 같으므로 체색은 레몬색, 모자와 배에는 금지 마크가 있다.
- 원작

원작판의 카라라와 같이 케론군 유년 훈련시절에 여기저기 다니는 장난꾸러기 설정이다. 일인칭 '나'.
- 애니메이션

일반 케론인의 여자 아이로, 카라라와 같이 케론군에 소속되지는 않았다. 인사할때는 '알로하'라고 하며, 극히 드물게 칸사이 사투리를 사용하는 경우도 있다.
- 케로로 병 학교 교관 (성우 : 코야마 마미)

계급 불명의 인물로 케로로가 어릴적에 다녔던 학교의 교관이다.
- 우레레 (성우 : 세키 토시히코/박성태)

현재 애니메이션에서만 등장하는 인물로 체색은 진하지 않다. 이마와 배에는 '!'를 상하 뒤집은 문양의 마크도 있다. 일인칭은 '나'. 마이크 인화성의 헤드폰과 같은 것을 붙이고 있다. 침략을 잘하기로 유명한 케론인으로, 보통 한주에 5개의 행성을 침략해야 하는 스케줄을 가지고 있으며, 우레레가 세운 침략 작전중 실행이 다 끝난 것은 저작권이 있어, 마음대로 집행하면 저작권 위법이 된다.
- 죠리리 (성우 : 사가와라 쥰이치/김정은)

애니메이션 162화, 176화, 180화에서 출연했으며, 케로로 소대원들이 비밀 기지를 만들었을 때부터 위의 층에 언제부턴가 살던 케론인으로 이마와 배에 'J'의 소용돌이 상태의 마크가 있다. 턱수염을 기르고 있고, '즉 이런말이다.'가 말 습관이다.케로로,도로로,기로로,푸루루가 치비 케로 4총사(치비케로,치비기로,치비도로,치비푸루)시절일때부터 자주 귀찮게(?)했다
- 무시시 (성우 : 이즈카 쇼조)

애니메이션 181화에 등장하는 인물로, 체색은 청록색이며 이마와 베에는 해삼을 본뜬 마크가 있다. 입 근처에 수염을 기르고 있다. 이름에서도 알 수 있듯이 무시시는 연령이 다 되어 케론군에 정년퇴직 했을때, 벌레를 연구하게 되는데 알고보면 케론군의 유명한 전설의 어쌔신이여서, 도로로 역시 무시시를 존경시하고 있다. 한국판으로는 벌레레 라고하고있다
- 메루루  (성우 : 마츠오카 유키)

애니메이션 228화 A파트 에 등장. 통칭 유성의 메루루. 케론성 우정성 우정국 우주변경방면 지역담당 우편배달원이다. 이름은 매일의 일본어 표기 メイル에서 따왔다. 분홍색의 몸에 머리는 파란 색. 철저한 프로정신을 가지고 있어서, 우편배달을 위해서라면 지옥 끝까지라도 쫓아 간다는 신조를 가지고 있다. 담당 성우인 마츠오카 유키는 애니메이션 228화 B파트에서 편의점 직원으로 등장하기도 했다.
- 키카카 (성우 - [모로타 카오루] / 김보영)

애니메이션 제 230화 B파트에서 등장.실제로는 케론인은 아니고 로봇.체색은 황토색.모자는 청록색으로, 모퉁이와 같은 것이 2개 뛰쳐나오고 있다(모자의 구석과 모퉁이는 약간 청색에 가깝게 되어 있다).이마와 복부는 흰색으로, 마크는 없다.눈은 적색으로 우목에는 탐지 기능과 같은 것이 있어, 좌목에는 「∴」과 같은 위치 관계로 황색 점이 3점 있다.로봇이므로 성별은 없다.
유년기, 제로로가 야생의 안드로메디안하스키에 습격당했을 때에 갑자기 나타나 액의 레이저 빔으로 쫓아버려 준 것으로부터 제로로와 친해졌다.처음은 그의 집에 식객 하고 있었지만, 후에 케로로등과도 친해진다.복부에서는 오렌지 쥬스를 낼 수 있다.
그러나, 제로로가 액의 레이저 빔의 남발을 막는 목적으로 자신과 같은 장도칼 마크를 색종이로 만들어 키카카의 액에 붙인 것으로, 그들과 대립하는 상급생이 키카카를 키루루라고 착각해, 키루루 연구원에게 얘기한다. 그리고, 폭주로 잔해가 된 키루루가 회수된 장소에서, 제로로는 작아져서 움직이지 못하게 된 키카카를 발견한다.그 때 제로로는 키카카를 장난감의 요정이었는가…라고 추측하고 있었지만, 실은 키카카는 당시의 쿠루루가 만능 병기화 음료 나노라(뭐든지 병기로 바꾸어 버리는 음료)의 시작품을 그 장난감에게 준 것이었다.
말은 「키…카…카…」라고 밖에 이야기할 수 없다.또, 로봇이지만 음식을 먹을 수 있다.
- 키루루 (성우: 김영찬, 정혜옥)

개구리 중사 케로로 극장판에 나왔던 고대 케론군의 최종병기이다. 현재 봉인되어 있지만, 케로로의 실수로 봉인이 풀리고 이 세상에 나오고 만다. 인간의 트라우마를 에너지로 삼아 거대하게 되면 그 누구도 말릴수 없는 병기가 된다.
- 스모모 (성우 : 이하타 쥬리(35대), 마츠우라 치에(38대)/정유미)

우주의 아이돌 스타이자 모르는사람이 없다고 한다. 스모모는 아호트론인이며 케론인은 슈트로 퍼렁별인 상태로 있게 되지만, 스모모는 갑상선 호르몬의 분비를 조정해서 퍼렁별인으로 변신할 수 있다.
- 게리리 소령 (성우: 호리카와 료/김승준)

애니메이션 제 284화로 등장.케론군소속으로 관료 출신의 엘리트 군인.두뇌파이기 위해 최전선에서 직접 지휘를 맡을 것은 없고, 회의실로부터 모니터 경유로 최전선에 지시를 내린다.체색은 보라색으로, 망토를 걸쳐 입고 있어 모자의 이마 부분과 망토의 흉부분에 각각 빨강과 황색 별이 있다.「~로부터」 「~이니까」가 말버릇. 당초는 「메키메키 두각을 나타내고 있다」라고 말해지고 있었지만, 실제로는 자기중심적으로 자신마저 공훈을 세울 수 있으면 좋다고 생각하는 인물이다.첫 등장은 케로로 중사의 지휘권 박탈과 함께인데 케론군 본부가 케로로 소대의 질질 끄는 퍼렁별 침략에 진절머리가 나 보낸것 그렇게파견되 파견되어 일시적으로 소대의 실질적인 지휘권을 잡게 되었다 그 때 실행한 작전은 지구의 맨틀 이동 현상을 인위적으로 고속 실행시켜 지구의 모든 대륙을 없애고 적도 근방에 케론인들이 활동하기 좋은 섬을 만들자는 작전이었는데 단 5일만에 지각 변동 현상 강제 발생 머신을 만들라고 지시한다.이에 5일 동안 철야(밤을 꼴딱 새움)근무로 제작을 완료한다. 하지만 중도에 도로로에게 들키고 만다. 그 당시 도로로는 게리리의 강제 제대 시키라는 명령에 따라 케로로가 장기휴가라고 뻥을 쳐 자신들의 관심을 끄게 만든다(도로로는 지구 환경에 해악이 되는 작전은 극력 반대하는 침략의 걸림돌이다)하지만 결국 설화에 의해 들키고 그때 케로로가 당황한 나머지 리모컨을 떨어뜨려 도로로는 침략 병기 설계도를 보게되고 제작중이던 병기를 파괴 하려 하는데 기로로는 이를 막기 위해 총을 쏜다. 도로로는 어쌔신 답게 칼로 모두 튕겨 냈는데 그중 하나가 덮개를 덮지 않은 침략 머신회로에 박히게 된다. 하지만 아무도 눈치를 못 체는데..... 그리고 작전 실행장소로 가서 기계를 작동 시키는데 어쩐지 정상 수치 이상으로 작동하고 그때서야 총탄의 흔적을 발견하고 케로로는 작전중지를 요청한다. 하지만 돌아오는말은“작전중지란 있을 수 없다. 내 명성에 흠집나는 일은 하기 싫거든”이란 냉정한 한마디 뿐이었다. 생명에 위협을 느낀 케로로가 제차 작전중지를 요청하자“상금을 위해서는 누군가의 희생이 필요한법!! 여기서 중단하면 내 경력에 얼룩이 남게 되거든 난 패배자 소린 듣고 싶지 않아서 말이야”식으로 소대원의 희생을 일절 돌아보지 않는 발언을 한다 이때 쿠루루가 게리리 소위의 발언을 동영상으로 찍어 케론군 본부로 전송하고 이것이 문제가 되어 회의 끝에 경질(짤림)되었다. 케로로 소대윈들은 설화의 충고를 들은 도로로가 케로로 소대원들이 있는 곳으로 와서 술법으로 마그마를 얼리고 머신을 파괴후 구출해 나간다.
- 케로로 상사

계급은 불명. 케로로에서는 「지휘관전」이라고 불리고 있다.케론 성우공중 침공군 제 3 본부 함대의 함대 사령관과 기함 함장을 겸임하고 있다고 생각된다.실루엣으로 밖에 등장하고 있지 않다. 후에 애니메이션 제 232화 A파트에서 케로로가 플라잉 보드를 훔치려고 했을 때와 메카바이파의 강도를 간과하려고 했을 때에 그것들을 멈추려고 하는 「케로로의 마음 속의 소리」로서 「케로로 상사 A타입」 「케로로 상사 B타입」이 등장하고 있다 (외관이나 소리는 케로로와 같다). 케로로병 학교 교관이다.
- 오노노 소위 (성우: 호리 유키토시/정승욱)

애니메이션 제 300화에 등장한다. 케론군 특무부의 단독 침략 행동반에 속한다. 케로로들이 태어나는 아득히 예부터 활동하고 있어, 군내에서도 유명한 인물인 것 같고, 기로로는 오노노를 「대를 가지지 않고 우수한 침략 활동을 혼자서 계속한 전설의 소위」이라고 학교에서 배웠던 적이 있다고 발언하고 있었다.덧붙여 기로로는 오노노와 대면할 때까지, 그를 「뜻하지 않은 사고로 죽었다」라고 착각 하고 있었다.체색은 진하지 않은 황녹색으로, 이마와 배에 각각 황색·적색의 마크(장방형에 좌상과 우하의 정점을 묶는 대각선이 끌린 형태)가 있어, 가 검은 안경(우측의 렌즈에 다소의 균열이 들어가 있다)을 쓰고 있다.또, 카미노마에치아가 서로 이웃이 된 2개가 빠져 있어 빠진 부분을 맞추면 반원형이 되어 있다. 성격은 매우 성실하고, 예부터 불성실한 부하와는 충돌해 왔다고 한다(기로로가 배운 것에 의하면, 단독 침략 행동반에 배속된 것은 이 때문에로 여겨진다).침략에 즈음해서는 쓸데 없는 파괴 활동을 해선 안 된다고 하는 철학을 가지고 있다.또, 케로로들과의 사이에는 시대의 차이에 의한 생각이나 지식의 차이가 있다.덧붙여서 타마마 손수 만든 초콜렛 바나나에 흥미를 나타내, 그것을 처음으로 입에 대었을 때에 충격적인 문화 쇼크를 체험했다. 그도 그럴것이 그 시대에는 단것이 거의 없었기 때문이다. 또한 군에서 단것은 철저한 배급제라 더 그랬을 것으 로보인다. 실제의 인물인 오노다 히로오가 모델로 되어 있다. 지구에 온 이유는 키루루 시스템의 시작품을 테스트 하려고 떠났는데 우주선이 연료부족으로 오노노를 강제 수면시키고 지구에 불시착한것 수백년 간 잠에서 깨어나질 못했던만큼 그의 라이플 총기는 현대의 케론군이 가지고 다니는 디지털 방식 무기에 비하면 완전 구식이다 탄환 장전도 수동식이고, 탄환 궤적도 다르다 디지털 무기는 레이저빔처럼 탄이 나가지만 오노노의 라이플은 밝게 빛나는 구체모양의 모양의 총탄이 나간다.
- 테라라 (성우: 오타니 이쿠에/정유미)

드래곤 워리어에서 등장 후에 지구룡이 케론인화되어 시온에게 안겼다. 현재 시온과 같이 살고있다.
- 신 케로로 (성우: 유우키 아오이/방연지)
- 시바바 (성우: 타카야마 미나미/김현심)
- 그외에 자작케론인:지금도 케로로를 매우 사랑하시는 팬분들은 자신만의 자작케론인을 만드시기도 한다.

## 케로로 소대의 관련인물

### 히나타가 인물
히나타가 인물들의 이름에는 반드시 계절 이름이 들어가 있다. 하지만 '봄'이 들어간 인물은 아직 등장하지 않았는데, 후유키와 나츠미, 아키가 모두 여름, 가을, 겨울이 들어가는 걸로 보아, 아빠가 히나타 하루(春)일 것으로 예상된다.
- 히나타 후유키 (日向冬樹)(한국명: 강우주)(성우 : 카와카미 토모코→쿠와시마 호코/이미자(투니버스), 김율(카툰네트워크))

케로로가 식객으로 지내고 있는 히나타가의 장남으로, 나츠미 남동생，오컬트 매니아이다. 케로로와 친구이자, 지구 유일 우주 외교관이라고 할 수 있는 인물.
- 히나타 나츠미 (日向夏美)(한국명: 강한별) (성우 : 사이토 치와/정미숙(투니버스), 정혜원(카툰네트워크))

케로로가 식객으로 지내고 있는 히나타가의 장녀로,후유키 누나， 뛰어난 운동과 공부 실력으로 케론군에 있어서는 지구 방위 최종 라인이다.
- 히나타 아키 (日向秋)(한국명: 홍미나) (성우 : 히라마츠 아키코/이동은(투니버스),  이소영(카툰네트워크))

히나타가의 가장으로 후유키와 나츠미의 어머니이다. 소년 알파의 편집장이다.
- 히나타 아키나 (日向秋奈(할머니) / 성우 : 쿄다 히사코/주자영)

후유키와 나츠미의 외할머니이자, 아키의 어머니. 원작에서는 시즈오카현, 애니메이션에서는 구마모토현에서 살고 있다.
- 히나타 하루 (한국명: 강○○ 추정)(日向春)

나츠미와 후유키의 아버지이자, 아키의 남편. 5화에서 나츠미, 후유키와 함께 장난감을 사러왔을 때 그림자로 비친 것 외에는 이름도 특징도 불명하다. 하지만 나츠미가 전에 한말을 보면 아무래도 히나타가가 집을 현재로 이사하면서 사라진 것으로 예상되었으나, 케로로 357화에서 히나타 아키의 언급에 따라 얼굴을 비치는 않았지만,나츠미와 동일한 분홍색 머리를 하고 액자에 등장하였다.

### 히나타가의 주변 인물
- 호죠 무츠미 (北城睦実)(한국명: 사빈)(성우 : 이시다 아키라/신용우(투니버스), 최승훈(카툰네트워크))

쿠루루의 전파친구. 쿠루루의 실체화 펜을 사용한다. 623의 My라디오의 비밀 메인DJ. 나츠미의 동경의 대상.
- 아즈마야 코유키 (東谷小雪)(한국명: 권설화)(성우 : 히로하시 료/김서영(투니버스), 여민정(카툰네트워크))

닌자의 비밀마을에서 전학온 아이. 도로로와 함께 산다. 닌자로써의 실력이 매우 뛰어나다. 전학 온 첫날에 알게 된 나츠미를 잘 따른다.
- 아리사 서전크로스 (アリサ＝サザンクロス)(한국명: 리사 서전크로스) / 성우 : 야지마 아키코, 김보영)

어둠의 세계 '다크존'에서 온, 어둠에 깃든 자를 사냥하는 '다크 헌터'라고 자칭하는 수수께끼의 소녀. 뭔가 사악한 분위기를 풍기지만 후유키(강우주)를 좋아하는 마음은 진심인듯 하다.
- 앙골 모아 (アンゴル＝モア)성우 : 노토 마미코/이용신(투니버스), 박지윤(카툰네트워크))

노스트라다무스가 예언한 지구의 파괴자. 그러나 잠깐 잠을 자는 새에 1999년이 지나가버리고, 몇 년 후에서야 지구에 상륙하게 된다. 케로로와는 어릴 적부터 상당히 잘 아는 사이이며, 케로로의 포섭으로 인해 소대에 들어와서는 오퍼레이터로 활동하고 있다. 특기는 지구를 파괴시키는 아마겟돈과 엉뚱한 사자성어 사용. 케로로를 좋아해서 그의 엉뚱한 생각을 미화해서 생각한다.

### 니시자와가 와 주변인물
- 니시자와 모모카 (유나라, 西澤桃華 / 성우 : 이케자와 하루나, 이현진(투니버스), 김은아(카툰네트워크))

타마마가 식객으로 지내는 니시자와 가의 딸이다. 성격이 순해보이지만 실제로는 타마마가 후유키(강우주)와의 연예를 방해하면 주먹을 날릴 정도로 화를 잘 내는 이중인격이라는 특이한 케이스를 지니고 있으며, 같은 킷쇼학원에 다니는 후유키를 짝사랑 하고 있다.
- 니시자와 바이오 (유방우, 西澤梅雄 / 성우 : 이케다 슈이치, 정승욱)

전 세계 경제의 51%를 쥐락펴락하는 거대 기업 NPG(Nisijawa Peach Group)회장.
모모카(나라)의 아빠. 딸로써 좋아하지만, 많은 일 때문에 모모카와는 만나기 힘든 인물이다. 스코틀랜드의 고성에 사무실을 두고 있으며, 격투기는 아내 니시자와 오우카와 함께 세계 양대 산맥이라 해도 과언이 아니며, 오우카와 폴도 격투기를 통해 만났다. 나름 유쾌한 성격. 매년 모모카와 함께 하는 2인3각을 노리고 있어서 케로로 소대를 이용하여 모모카 엄마를 제치고 체육대회에 참여하려고 애쓴다. 물론 그의 계획은 격투기의 명인인 모모카 엄마를 케로로 소대가 이길 수 없는 터라 실패한다. 건담 팬들이라면 그의 목소리를 듣고 3배 빠른 그 분이라는 것을 알 것이다. 딸과 함께 운동회에 참여하기 위해 나라가 다니는 중학교와 똑같이 생긴 건물과 운동장을 만들고, 케로로 소대를 포섭하여 나라 엄마를 따돌릴만큼 딸에 대한 부성애가 매우 열정적이다. 딸과 운동회에서 같이 먹기위해 손수 도시락을 준비할 정도로 섬세한 부성애도 갖고 있다.
- 니시자와 오우카 (백수선, 일본어: 西澤桜華 / 성우 : 미상, 김현심)

모모카(나라)의 엄마. 니시자와 가문의 신분을 버리고 격투기 선수로 살다 바이오와 폴을 만나고 바이오와 결혼하고, 모모카(나라)를 낳는다. 그러나 이후 세상의 강자와 겨루기 위해 전권을 바이오에게 넘기고-결혼시 남자의 성을 따르는 일본의 전통과는 달리 바이오는 갑부집 아내의 성을 따른 듯 하다.- 여행을 떠남. 가끔씩 모모카(나라)의 저택에 들려 모모카(나라) 저택의 친위대가 제대로 보완되어 있는지 테스트하여 테스트를 통과하지 못할 경우 전원 해고시키려 했으나,나라의 친구 우주와 이야기하느라 시간이 지체되는 바람에 해고만은 취소되었다. 춘리를 연상시키는 복장과 격투-폴을 능가하는-를 자랑한다. 그러나 딸 앞에서는 한없이 아름다운 모습을 보이며 딸과 같이 운동회에 참여하기 위해 남편과 경쟁하고, 손수 샌드위치 도시락을 만들 정도로 모성애가 지극하다. 우주가 놀러왔을 당시에 보안 테스트가있었는데 너무 쉽게 보안이 뚧려 실망했는지"이 집 보안 상태는 왜 이 모양이야, 이래서야 안심하고 나라를 맡길 수가 없잖아"라고 투덜댄다 하지만 정작 자신이 지나치게 심하게 말하자면 무식하게 강하다는 생각은 전혀 안한다
- 폴 모리야마 (폴, ポール森山 / 성우 : 후지와라 케이지, 손종환(투니버스), 최한(카툰네트워크))

니시자와 가의 집사이다. 원래 꽤 돈이 많은 부자집에서 태어났지만, 불편한 생활에 몰래 피해다니면서, 니시자와에서 충성을 다하고 있다. 실제로 폴은 모모카(나라 아가씨)의 짝사랑을 위한 프로젝트들을 빈틈없이 기획하고 지휘한다. 여러 전투로 인생의 여러 경험을 가지고 있다. 그런 위압으로 타마마를 위합하고, 기로로의 전투 의욕을 불러일으키는 인물이다. 애니메이션 147화 A파트에서는 모모카에게 홍차를 들고 멀리서 뛰어오다가 한 방울을 떨어뜨려, 그것을 계기로 은퇴하려 했으나 모모카와 바이오의 설득으로 은퇴하지 않고 지금도 집사 생활을 하고 있다. 한국판 이름은 폴 스미스다.

### 기타 주변 인물
- 코고로 (556, コゴロー / 성우 : 히야마 노부유키, 김정은(투니버스)/홍진욱(카툰네트워크), 정유미 (꼬마 556))

케로로의 소꿉친구로, 자칭 우주 탐정이다. 원래 우주 형사를 목표로 삼고 있었으나, 계속되는 불합격으로 스스로 우주 탐정 사무소를 개설해서 라비와 함께 나쁜 우주인을 쫓아 다니고 있다. 하지만 가는 곳마다 문제가 생겨 귀찮은 점도 있다. 556의 주무기는 '유착'을 발동하여 공격하는 것인데 이때 헬멧은 0.003 나노초 내에 쓴다고 한다. 적극적이고 활발하지만, 무조건 웃기만 한다. 하지만 그 미묘한 웃음의 차이를 라비만이 알 수가 있어, 웃고 있어도 기분이 나쁘다는 것은 라비만이 알 수 있다.
- 라비 (ラビー / 성우 : 카네다 토모코, 정혜옥(투니버스), 이새벽(카툰네트워크))

556의 여동생이자, 오빠를 우선으로 생각한다. 신장 148cm, 체중은 45kg. 꿈을 계속 좇는 공상가 오빠대신 현실을 직시하고 아르바이트나 가게를 통해 생계 유지를 하고 있다. 또한 그에게는 오빠의 표정을 유일하게 읽을 수 있어, 애니메이션에서는 753씨의 통역사가 된 적도 있다. 재빠른 556을 뒤따르다보니, 운동신경은 매우 높다.
- 오미요 (お観世, 유령양 / 성우 : 마츠우라 치에, 정혜옥)

히나타 가 지하 1층에서 사는 유령으로, 애니메이션에서는 1화부터 등장하였다. 원래는 유령소녀, 유령양이었으나, 원작 114화와 애니메이션 178화에서 본명이 밝혀졌다. 참고로 이 본명을 아는 사람은, 후유키와 친해지기 위해 유령으로 만들어 달라고 케로로 소대에게 부탁한 니시자와 모모카 뿐이다.
- 카토야 마키코 상사 (은아루 상사 / 성우 : 안영미)

고등학생을 졸업한 케론군에 일하는 지구인 머신 디자이너이자 케론군 군인이다. 친구는 노비비이다. 애완동물은 빵꾸똥구뿌슝이다.
- 히노하라 토모스(日野原トモス)(한국명: 도화성)(성우: 카토 에미리/김채하)
- 카네아미 묘(カネアミ墓)(한국명: 고은하)(성우: 카야노 아이/여윤미)
- 나래이터 (성우 : 후지와라 케이지 이인성)

개구리중사 케로로의 재미를 담당하고 있다 작중에서는 주로 목소리만 나오지만 연말연시 에피소드의 경우 모습도 등장하기도 하는데 쿠로코의 모습에 얼굴을 가린 천부분에 N(나레이션Narration의 N)이 그려져있다. 스토리전개나 상황 설명 등을 맡고있으며 일반적으로는 나레이터의 말은 등장인물들에게는 들리지 않는 것 같지만 경우에 따라서 들리기도 하는 것 같다. 가끔씩 서로 대화를 하는 경우도 있다. 대개의 에피소드의 시작은 보통 나레이터의 말로 시작된다. 나레이터가 없으면 <케로로 중사>의 재미는 1/3 이하로 떨어진다. 그만큼 나레이터의 구수한 입담이 담당하는 부분이 큰데, 한국판 나레이터는 애드립의 황제로 손꼽히는 이인성이라 그야말로 최고의 더빙이 되었다. 하지만 후지와라 케이지의 경우에는 연기 자체의 파워가 더빙판의 이인성씨의 비해 다소 부족하게 느낄지는 모르지만 연기의 강약 조절이 적절히 이루어지는 반면에, 이인성씨는 매번 텐션높은 애드립에만 의존하여 연기의 강약 조절은 생각도 안하는 경향이 있어서 의외로 싫어하는 분들도 많다. 하지만 더빙판에서 이인성 말고 케로로의 나레이션을 맡는다는걸 상상할 수 없는 건 또 사실 참고로 이인성는 댄스맨의 짝퉁 댄스는 맨홀의 성우이기도 하다 둘의 목소리를 들어보면 싱크로율이 99%이다.